# Acte de mariage de l'impératrice Théophano
Vous lisez un « bon article » labellisé en 2013.

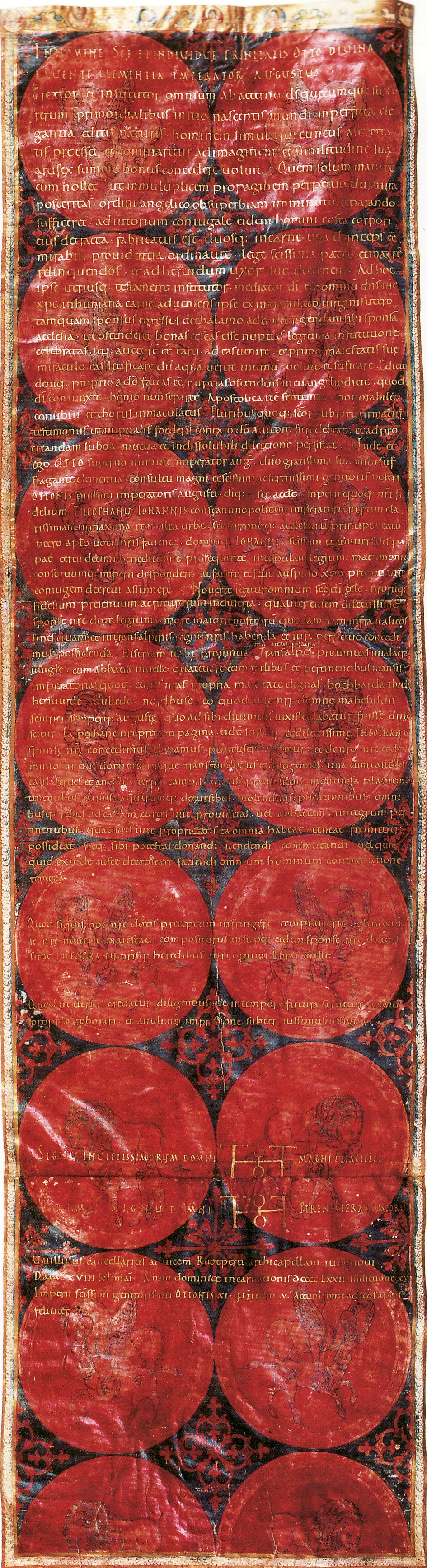
Acte de mariage de Théophano et d'Otton II.

L'acte de mariage de l'impératrice Théophano (Archives d'État de Wolfenbüttel, 6 Urk 11) est un acte de dotation du haut Moyen Âge en faveur de la princesse byzantine Théophano Skleraina rédigé en latin. À la suite de son mariage avec Otton II en 972, elle reçoit l'onction d'impératrice du Saint-Empire, qu'elle dirige plus tard. Le document juridique établi par Otton II est un exemple des contacts politiques et culturels entre l'empire germanique et le cercle culturel byzantin-orthodoxe au Xe siècle. Témoignage de l'art ottonien, influencé par les modèles byzantins, ce document transmis en écriture calligraphique est l'un des fleurons de la production diplomatique du haut Moyen Âge.

## Contexte
Après la chute de l'Empire d'Occident en 476, l’Empire romain d'Orient est le seul successeur de l'Empire romain. Le couronnement de l’empereur Charlemagne en 800 est considéré du côté byzantin comme une usurpation et un défi à l'Empereur résidant à Constantinople. La reprise du titre impérial carolingien par Otton Ier du Saint-Empire en février 962 repose la question de la dualité des empereurs. En 967, les conflits entre Otton Ier et l'empereur byzantin Nicéphore II Phocas pour la prééminence en Italie, se ravivent. Le 25 décembre 967, le pape Jean XIII élève à Rome, en présence de son père Otton Ier, Otton II à la dignité de coempereur.
Durant l'automne 968 des combats opposent les deux parties dans la principauté de Capoue, dans le duché de Bénévent ainsi qu'en Apulie. Ils se poursuivent jusqu'en 970. Simultanément, des ambassades des deux camps tentent de trouver une solution diplomatique au conflit. Le but d'Otton Ier est la reconnaissance de son titre d'Empereur par Byzance, et la clarification des frontières au sud de l’Italie. Il veut que l'accord soit entériné par le mariage de son fils, le jeune Otton II, avec une fille de la famille impériale byzantine. Pour ce mariage hautement politique, on envisage alors une véritable porphyrogénète (née dans la Porphyra, la chambre pourpre du Palais pendant le règne de ses parents), Anna, la fille du précédent empereur byzantin Romain II. Mais Nicéphore II se refuse à marier une porphyrogénète hors de son propre pays. L'envoyé d'Otton, l'archevêque Géron de Cologne, accepte finalement, après d'âpres négociations avec Jean Ier Tzimiskès, successeur de Nicéphore II, que le mariage se fasse avec une parente de la famille impériale byzantine, Théophano Skleraina, probablement une nièce du nouvel Empereur, mais qui n'était pas « née dans la pourpre », de la dynastie arménienne dite Macédonienne.
L'« acte de mariage de l'impératrice Théophano » est le document de référence du mariage du coempereur du Saint Empire, âgé de 17 ans, Otton II, avec la princesse Théophano âgée de 12 ans. Le 14 avril 972, le pape Jean XIII célèbre le mariage dans la basilique Saint-Pierre de Rome. Sur un plan politique, le mariage marque la reconnaissance de l’Empire des Ottoniens par l'Empire byzantin. À l'occasion du mariage, Otton II dote Théophano d'une grande fortune pour son usage personnel dont elle dispose à vie (legitima dos). Le faste avec lequel la maison impériale ottonienne accueille la princesse byzantine en Italie vise à affirmer son égalité de rang avec la cour impériale de Constantinople. Par cet acte, Otton ne consent pas seulement à sa promise une dot généreuse, mais il lui promet aussi son entrée dans le consortium imperii, la participation à la domination sur l'Empire. En 980, après trois filles, Théophano met au monde l'héritier du trône, Otton III, et à la mort prématurée d'Otton II en 983, elle règne sur l'Empire.
C'est probablement en octobre 989, avant son départ pour ses campagnes vers l'Italie et Rome, que Théophano dépose le document, afin de le préserver, dans le couvent familial des Ottoniens, l'abbaye de Gandersheim. C'est là qu'il est découvert, puis publié vers 1700, par l'écrivain et historien Johann Georg Leuckfeld. Gottfried Wilhelm Leibniz, parmi les premiers, reconnaît l'importance historique de cet acte, et en rend compte dans son Histoire des Welf. Après la sécularisation de l’abbaye de Gandersheim, en 1811, l'acte est d'abord transféré à la bibliothèque universitaire de Göttingen, avant de revenir en 1815 après la dissolution du royaume de Westphalie à Gandersheim. Le 4 mai 1820, les archives de l'abbaye sont livrées au trésor ducal du Brunswick. Enfin en 1835, le document est rangé avec d'autres dans les archives d'État de Wolfenbüttel (Bibliothèque du duc Auguste II de Brunswick-Wolfenbüttel), aujourd'hui partie des archives du Land de Basse-Saxe, où il est toujours conservé.

## Particularités
Les caractéristiques inhérentes à ce type d'acte sont la formulation, la structure du texte, et surtout son contenu juridique. Les tensions d'alors entre les empires byzantin et germanique s'expriment dans l'acte de mariage de Théophano et d'Otton II : l'empereur Otton le Grand et son fils et coempereur Otton II revendiquent clairement vis-à-vis de l’empereur byzantin être les seuls successeurs attitrés des Imperatores romains. Ils refusent à l'empereur Jean Ier Tzimiskès le titre qu'il s'attribue de « basileus ton Romaion » (empereur des Romains), et le nomment « Constantinopolitanus imperator » (empereur de Constantinople). Le Pape, qui célèbre le mariage, revendique clairement la direction de toute l'Église, au-dessus des patriarches de Constantinople : dans sa formulation « solennelle et irréprochable », le pape Jean XIII est en outre désigné comme le « pape très saint et universel » (Iohannis sanctissimi et universalis papae).
L'acte de mariage définit les revenus et les bénéfices dont doit jouir la future impératrice. Le document commence par une harangue, une introduction rhétorique générale, théologiquement impeccable, à la manière des sermons que l'on tenait lors des mariages. Dans la partie contractuelle stricto sensu, la description de l’engagement juridique, l'empereur cède à son épouse les droits et revenus impériaux sur la province d'Istrie, le comté de Pescara, les provinces de Walcheren aux Pays-Bas et de Wichelen en Belgique actuelle, avec l'abbaye de Nivelles, comprenant en tout 14 000 manses, ainsi que des résidences secondaires fortifiées (curtes) et des fermes à Boppard, Tiel, Herford, Kyffhäuser et Nordhausen, avec tout l'équipement agricole.

## Description
Le document long de 144,5 cm et large de 39,5 cm est un volumen consistant en trois morceaux de parchemin collés ensemble et roulés. On suppose qu'il a été fabriqué dans l'abbaye impériale de Fulda, Hartmut Hoffmann attribue la peinture au Maître du Registrum Gregorii. Une étude scientifique du parchemin pourpre à Munich a montré en 1966 que du minium et de la garance ont été utilisés pour la coloration, une indication que la matière a été confectionnée en Occident plutôt que dans l'Empire byzantin. Ce document est un des rares témoins de l'utilisation de la garance au haut Moyen Âge,. Le fond pourpre est travaillé à la manière des coûteuses étoffes de soie byzantines : 14 médaillons circulaires et deux demi-médaillons tapissent le champ d'écriture. Les surfaces hors des médaillons sont indigo, avec des motifs végétaux et ornementaux. Les médaillons contiennent des représentations d'animaux : à chaque fois, deux paires d'animaux se battant sont présentées l'une à côté de l'autre en sens opposé. Alternativement, des sortes de griffons saisissant une biche et des lions abattant des chevaux ou des bœufs sont représentés. Les motifs sont inspirés par un mélange d'art du Proche-Orient et byzantin.
Le champ d'écriture est entouré par des bordures dorées étroites ornées de feuilles d'acanthe bleues et blanches. Le bord supérieur contient, outre un décor végétal et animal, également des médaillons avec des demi-personnages : au milieu le Christ encadré par Marie et Jean-Baptiste ainsi que les quatre Évangélistes. Entre les médaillons se trouvent six paires d'animaux, alternativement des paons buvant dans un canthare et des lionnes mangeant des raisins sur une vigne,. L'acte de mariage est le plus ancien exemple connu d'acte enluminé, c'est-à-dire orné d'illustrations.

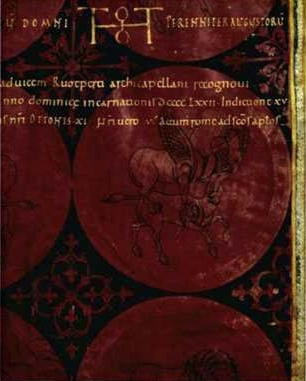
Scènes de batailles d'animaux, avec des parties de l'eschatocole de l’acte.

Sur le fond pourpre rehaussé de peintures, le texte est écrit en or en minuscule caroline calligraphiée. L'encre d'or a été obtenue par un alliage d'argent et de feuille d'or pulvérisée.
Quelques lignes ou mots dans le texte ressortent en rustica, par exemple l'invocation, notamment à la Trinité sainte et indivisible, l'intitulation, nom et titulature de l’auteur, qui forment ensemble l'introduction de l'acte, son protocole initial, ainsi que les lignes de signature avec les monogrammes des empereurs Otton Ier et Otton II,.
L'état de conservation de l'acte de Théophano est bon. Le parchemin, au cours du temps, s'est un peu gondolé, et au milieu du document, il y a un pli de 15 cm. Il est présenté dans l'exposition permanente des archives d'État de Basse-Saxe, dans une pièce peu éclairée, sous une vitrine climatisée avec les température et humidité requises, et est accessible au public.

## Original ou copie de prestige
En histoire et en histoire de l'art, le fait de savoir si l'acte conservé à Wolfenbüttel est la version ayant valeur diplomatique, ou une copie contemporaine, voire légèrement plus tardive, reste sujet à débat. Bien qu'il soit annoncé dans la corroboration que l'authentification sera fournie par un sceau et un trait d'exécution, la signature de l’auteur dans son monogramme, on ne trouve sur l'acte ni sceau ni traces de scellement.
Hans K. Schulze et Hans Goetting considèrent possible que l'acte ait été lu à la suite de la fête du mariage, et donné à l'épouse. Otton Ier, avec l'acte solennel et juridique de lecture et de don de l'acte pourpre aurait poursuivi le but d'élever le rang de Théophano, qui n'était pas une fille porphyrogénète d'empereur. Walter Deeters interprète les séparations présentes dans le texte comme des ponctuations, comme des aides à la lecture qui montrent que l'acte était destiné à la lecture. Le document aurait pu être transmis à la manière byzantine avec le rouleau tenu fermé par un lacet scellé d’une bulle d’or.
Des diplomatistes célèbres comme Theodor von Sickel et Carlrichard Brühl et des byzantinistes comme Werner Ohnsorge soutiennent que l'acte de Wolfenbüttel n'est pas un original au sens de la diplomatique, et que, outre cette expédition de prestige, il faut qu'il y ait eu une minute de chancellerie originale qui n'a pas été conservée. Les indices en faveur de cette théorie sont :
- l'absence de sceau sur l'acte pourpre[30] ;
- la forme atypique de la ligne de récognition de chancellerie[n 4], qui est introduite par le nom du chancelier et terminée par le mot recognovi, ainsi qu'une faute d'orthographe dans le nom du chancelier Willigis[n 5].

## Classement et nomination à la Mémoire du monde
Dans les empires romain et byzantin, la pourpre était réservée aux empereurs, aux rois et aux évêques. Les actes impériaux originaux étaient donc scellés et écrits à l'encre d'or sur du parchemin pourpre. En Occident, les actes sur pourpre étaient en général des expéditions pour le bénéficiaire de minutes de chancellerie établies avec de l'encre normale sur du parchemin ordinaire. Le parchemin pourpre n'était que rarement utilisé comme support d'écriture pour les actes. L'acte de Théophano est l'un des plus somptueux et de plus haute valeur artistique parmi les quelques actes sur pourpre conservés, et il dépasse par son exécution artistique le deuxième acte de prestige ottonien, le Privilegium Ottonianum dont il peut être vu comme un successeur.
L'acte de mariage a été proposé en 2005 pour inscription au Registre international Mémoire du monde. La décision du Comité consultatif international de l'UNESCO a cependant été en faveur de l’exemplaire personnel des frères Grimm de la première édition des Contes de l'enfance et du foyer des frères Grimm (1812/1815) et du Planisphère de Waldseemüller,.